# Come and Get It (альбом Рэйчел Стивенс)
Come and Get It — второй сольный студийный альбом английской поп-певицы Рэйчел Стивенс, выпущен лейблом Polydor Records 17 октября 2005 года в Великобритании.

## Список композиций

### Оригинальный CD
1. «So Good» — 3:14
2. «I Said Never Again (but Here We Are)» — 3:26
3. «Crazy Boys» — 3:53
4. «I Will be There» — 4:04
5. «Negotiate with Love» — 3:06
6. «All About Me» — 3:32
7. «Secret Garden» — 3:57
8. «Nothing Good about This Goodbye» — 3:45
9. «Some Girls» — 3:35
10. «Je M’appelle» — 3:41
11. «Funny How» — 4:14
12. «Every Little Thing» — 3:44
13. «Dumb Dumb» — 3:42

### Дополнительные композиции
Все дополнительные композиции вышли на DVD Come and Get It.
1. «Sweet Dreams My LA Ex»
2. «Funky Dory»
3. «Some Girls»
4. «More More More»
5. «Negotiate with Love»
6. «So Good»
7. «I Said Never Again (But Here We Are)»